# Parastygarctus higginsi
Parastygarctus higginsi är en djurart som tillhör fylumet trögkrypare, och som beskrevs av Jacqueline Renaud-Debyser 1965. Parastygarctus higginsi ingår i släktet Parastygarctus och familjen Stygarctidae. Inga underarter finns listade i Catalogue of Life.